# إسحاق كومنينوس (ابن أليكسوس الأول)
إسحاق كومنينوس أو كومنين ((باليونانية: Ἰσαάκιος Κομνηνός, رومنة: Isaakios Komnēnos); 16 يناير 1093 – بعد 1152) كان الابن الثالث للامبراطور البيزنطي أليكسوس الأول كومنين والامبراطورة ايرين دوكينا. تم رفعه إلى رتبة عالية من سابستيكريتور (Sebastokrator) من قبل شقيقه الأكبر يوحنا الثاني كومنين في مكافأة لدعمه، لكنهم سقطوا في وقت لاحق، حيث بدأ إسحاق يطمع في العرش. في 1130، هرب إسحاق وأبنائه إلى المنفى بعد التورط في مؤامرة ضد يوحنا. لعدة سنوات، تجولوا في آسيا الصغرى والشام، في محاولة للحصول على دعم من الحكام المحليين، ولكن في النهاية عبثا. أجبرت نجاحات يوحنا العسكرية إسحاق على البحث عن مصالحة مع شقيقه في 1138، على الرغم من أنه لم يتخل عن تصميمه على اعتلاء العرش. في عام 1139، بعد أن انشق ابنه الأكبر إلى الأتراك السلاجقة، نُفي إسحاق إلى هيراكليا بونتيكا (Heraclea Pontica). أثناء النضال من أجل خلافة يوحنا عام 1143، أيد الترشح غير الناجح لابن أخيه الأكبر، المسمى أيضاً إسحاق، على ابن أخيه الأصغر مانويل الأول كومنينوس. في عام 1150 ، أصبح ضعيفاً بسبب المرض، وأجبره مانويل إلى التقاعد من الحياة العامة.